# 圣乔治教堂 (槟城)
圣乔治教堂（英語：St. George's Church）位于马来西亚槟城乔治市华盖街，是东南亚最古老的一座圣公会教堂，属于圣公会东南亚教省的西马教区。
这座教堂完成于1818年，1819年5月11日由加尔各答主教托马斯·范肖·米德尔顿祝圣。
2007年7月6日，圣乔治教堂被马来西亚政府列为50个马来西亚国家宝藏之一。它在2009年进行了大规模的修复。